# Breg pri Komendi
Breg pri Komendi – wieś w Słowenii, w gminie Komenda. W 2018 roku liczyła 170 mieszkańców.